# Geddes (New York)
Pour les articles homonymes, voir Geddes.
Geddes est une ville du comté d'Onondaga, dans l'État de New York, aux États-Unis,. En 2010, elle comptait une population de 17 118 habitants.

## Démographie
Lors du recensement de 2010, la ville comptait une population de 17 118 habitants. Elle est estimée, en 2016, à 16 652 habitants.